# Де Вит, Корнелис Теунис
Корнелис Теунис Де Вит (нидерл. Cornelis Teunis de Wit; 24 января 1924, Бруммен, Нидерланды — 8 декабря 1993) — голландский почвовед и растениевод.

## Биография
Родился Корнелис Теунис Де Вит 24 января 1924 года в Бруммене. В 1945 году поступил в Вагенингенский сельскохозяйственный университет, который он окончил в 1950 году и администрация оставила дипломированного специалиста у себя, где он до 1953 года работал в качестве научного сотрудника. В 1953 году был направлен в командировку в Бирманский Союз, где вплоть до 1956 года работал в Министерстве национального планирования. В 1956 году возвратился в Нидерланды, где вплоть до 1968 года работал сотрудником Центра агробиологических исследований. С 1968 по 1993 год занимал должность профессора теоретической и практической экологии Вагенингенского сельскохозяйственного университета. Корнелис Теунис Де Вит работал в двух странах одновременно — в Нидерландах и США. В США читал лекции в Калифорнийском и Корнеллском университетах и являлся консультантом НИИ отделения по охране почв и водоёмов Министерства сельского хозяйства США.
Скончался Корнелис Теунис Де Вит 8 декабря 1993 года.

## Научные работы
Основные научные работы посвящены проблемам фотосинтеза растений.
- Добился значительных успехов в разработке вопросов программирования урожая.
- Занимался моделированием экосистем.

## Членство в обществах
- Член Нидерландской королевской АН (1971)
- Почётный доктор Гентского университета (1972)
- Иностранный член ВАСХНИЛ (1978)
- Иностранный член Национальной академии наук США (1992)[1]